# Cephalodella tenuior
Cephalodella tenuior är en hjuldjursart som först beskrevs av Gosse 1886.  Cephalodella tenuior ingår i släktet Cephalodella och familjen Notommatidae. Inga underarter finns listade i Catalogue of Life.